# 8719-es mellékút (Magyarország)
A 8719-es számú mellékút egy bő 6 kilométer hosszú, négy számjegyű országos közút Vas vármegye területén; Kőszegszerdahelyet köti össze Kőszeg városával és a 87-es főúttal.

## Nyomvonala
A 87-es főútból ágazik ki, annak a 45+450-es kilométerszelvénye közelében, Kőszeg lakott területének délkeleti szélén, nyugat felé; ugyanott ágazik ki a főútból az ellenkező irányban – a Szombathely–Kőszeg-vasútvonal Kőszeg vasútállomásának kiszolgálására – a 86 329-es számú mellékút. Áthalad a Gyöngyös hídján, majd kevesebb, mint 100 méter után egy körforgalomhoz ér, amelyből nyugat-északnyugati irányban lép ki, Rákóczi Ferenc utca néven. 700 méter után délnyugatnak fordul Rohonci út néven, majd az első kilométerét elhagyva délnek fordul. 1,7 kilométer megtétele után éri el a város lakott területének déli szélét, amit délnyugati irányban húzódva hagy el.
3,2 kilométer után átszeli Kőszegdoroszló határát, de lakott helyeket ott nemigen érint: alig 300 méter után már Cák területén folytatódik. E községnek épp csak a keleti szélét érinti, központjába a 87 127-es számú mellékút vezet, amely néhány lépéssel az ötödik kilométere után ágazik ki az útból, nyugat felé. 5,5 kilométer után Kőszegszerdahely területére érkezik, ahol alig negyed kilométerrel arrébb már lakott helyek közt halad. A belterületen a Kőszegi utca nevet viseli, így ér véget, beletorkollva a 8718-as útba, annak kicsivel az ötödik kilométere előtt.
Teljes hossza, az országos közutak térképes nyilvántartását szolgáló kira.gov.hu adatbázisa szerint 6,399 kilométer.

## Települések az út mentén
- Kőszeg
- (Kőszegdoroszló)
- Cák
- Kőszegszerdahely